# Laxmipur Belbichawa
Laxmipur Belbichawa – gaun wikas samiti w środkowej części Nepalu  w strefie Narajani w dystrykcie Rautahat. Według nepalskiego spisu powszechnego z 2001 roku liczył on 453 gospodarstw domowych i 2919 mieszkańców (1340 kobiet i 1579 mężczyzn).